# Никанор (сатрап)
Никанор (на старогръцки: Νικάνωρ Nikanōr, Nikanor, Nicanor, † 310 г. пр. Хр.) е македонски офицер и сатрап по време на диадохските войни през края на IV век пр. Хр.
На конференцията в Трипарадис през 321 г. пр. Хр. той получава сатрапия Кападокия. Той помага на диадох Антигон I Монофталм, който контролира съседните провинции. През 318 – 316 г. пр. Хр. той участва в похода на Антигон против Евмен и го придружава вероятно също до Вавилон. От Антигон той е направен за негов стратег на „източните сатрапии“, или на военен главен командир на всички провинции източно от Ефрат. Неговата главна квартира е мидийския град Екбатана.
Когато Селевк I Никатор, който бил изгонен от Антигон от Вавилон, през 311 г. пр. Хр. се връща там обратно, Никанор заедно с Евагор тръгва против него. Двете войски се срещат на Тигър. Стига се до битка. Евагор пада убит и войската му преминава на страната на Селевк. Никанор прави опит да избяга. Той е преследван от Селевк до Мидия и победен. Никанор умира вероятно в боевете, неговите територии се поемат от противника му Селевк.
Според Валдемар Хекел, Никанор е син на сатрап Балакрос († 324 г. пр. Хр.) и Фила († 287 г. пр. Хр.), най-възрастната дъщеря на македонския пълководец Антипатър († 319 г. пр. Хр.), и брат на генерал Филип. Според А. Б. Босуорт, той е син на адмирал Никанор (екзекутиран 317 г. пр. Хр.) и Фила.
Вероятно Никанор е идентичен с Никанор от Стагира, който служи при Александър Велики.